# Maria Cláudia Oliveira
Maria Cláudia Oliveira (Rio de Janeiro) é uma roteirista brasileira e autora de telenovelas.
É formada em jornalismo pela ECO-UFRJ (1986) e co-autora de diversas telenovelas e seriados para televisão. É Mestre em Comunicação e Cultura pela UFRJ (2005) e Mestre em Digital Media pela University of British Columbia, no Canadá (2016). Em cinema, escreveu e dirigiu um documentário.

## Atuação na televisão
Minisséries
- 2014 - Milagres de Jesus - roteirista RecordTV
- 2013 - José do Egito - colaboradora, RecordTV
- 2012 - Rei Davi - colaboradora, RecordTV
- 2010 - A História de Ester - colaboradora, RecordTV

Telenovelas
- 2017 - Apocalipse - colaboradora, RecordTV.
- 2015 - Os Dez Mandamentos - colaboradora, RecordTV.
- 2009 - Mutantes: Promessas de Amor - colaboradora, RecordTV.
- 2008 - Os Mutantes: Caminhos do Coração - colaboradora, RecordTV.
- 2007 - Caminhos do Coração - colaboradora, RecordTV.
- 2006 - Bicho do Mato - colaboradora, RecordTV.
- 1998 - Serras Azuis - colaboradora, Rede Bandeirantes.
- 1996 - Perdidos de Amor - colaboradora, Rede Bandeirantes.
- 1995 - 74.5: Uma Onda no Ar - colaboradora, Rede Manchete.
- 1987 - Corpo Santo - colaboradora, Rede Manchete.

Seriados
- 1997 - Globo Ciência - Rede Globo, Canal Futura.
- 1994-1995 - Confissões de Adolescente - TV Cultura, TF1-France.

## Atuação no cinema
- 2005 - Os Devotos do Samba (documentário de curta-metragem, 20 minutos) - roteirista, diretora e produtora. [1]